# Foden LMT
Il Foden è un autocarro di tipo civile 'militarizzato'.

## Sviluppo
Il veicolo è stato commissionato per il Royal Army nel 1994 e, nelle versioni 6x8 e 4x8, ne sono stati costruiti 400 esemplari. Quest'ultima variante, senza pretese di movimento fuoristrada è anche la più diffusa. Può trasportare tra le 16 e le 20 tonnellate di materiale e personale, fornendo un vettore di carico economico e capace per missioni in terreni relativamente accidentati. Per poter caricare i materiali sul cassone posteriore, il Foden impiega un sistema Mk.4 Multilift. Tale dispositivo impiega all'incirca 30 secondi per eseguire le operazioni di carico e scarico, e può essere gestito dalla cabina di pilotaggio del veicolo. Il sistema può essere usato anche per il trasbordo di materiale da carri merci ferroviari.
Come propulsore, il camion ha a disposizione un motore turbodiesel Perkins Eagle 350MX da 350 cv abbinato ad un cambio automatico ZX a sei marce. I due assi anteriori del mezzo sono sterzanti.

## Impiego
Inizialmente, il mezzo venne impiegato come veicolo per il rifornimento munizioni dei semoventi M109, ma in seguito venne predisposto per il trasporto di altre tipologie di carichi. La produzione è stata interrotta nel 2006.